# Langues lule-vilela
Les langues lule-vilela  sont une petite famille de langues amérindiennes d'Amérique du Sud, parlées en Argentine.

## Classification
- Le vilela (en)
- Le lule (en), langue éteinte.

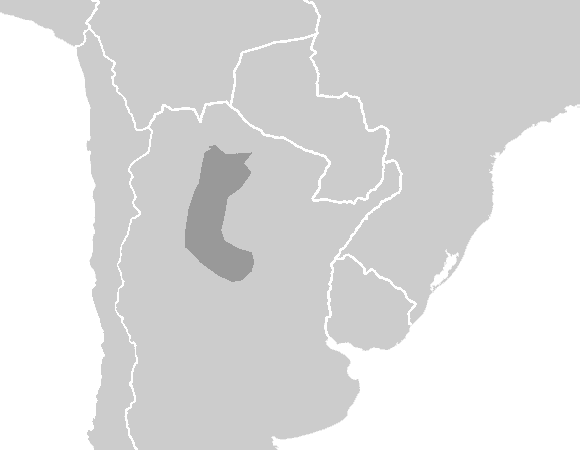
Localisation, en foncé des langues lule-vilela.

Il faut peut-être ajouter le tonocoté, pour lequel l'absence de données ne permet pas de déterminer s'il s'agit d'un parler proche du lule ou d'une langue indépendante.